# Hakendover
Hakendover is een dorp in de Belgische provincie Vlaams-Brabant en een deelgemeente van de stad Tienen. Hakendover is voornamelijk bekend vanwege de jaarlijkse paardenprocessie op paasmaandag. Het ligt ten zuidoosten van Tienen, op de grens van het Hageland en Haspengouw. In de deelgemeente ligt ook het gehucht Wulmersum. Hakendover was een zelfstandige gemeente tot aan de gemeentelijke herindeling van 1977.

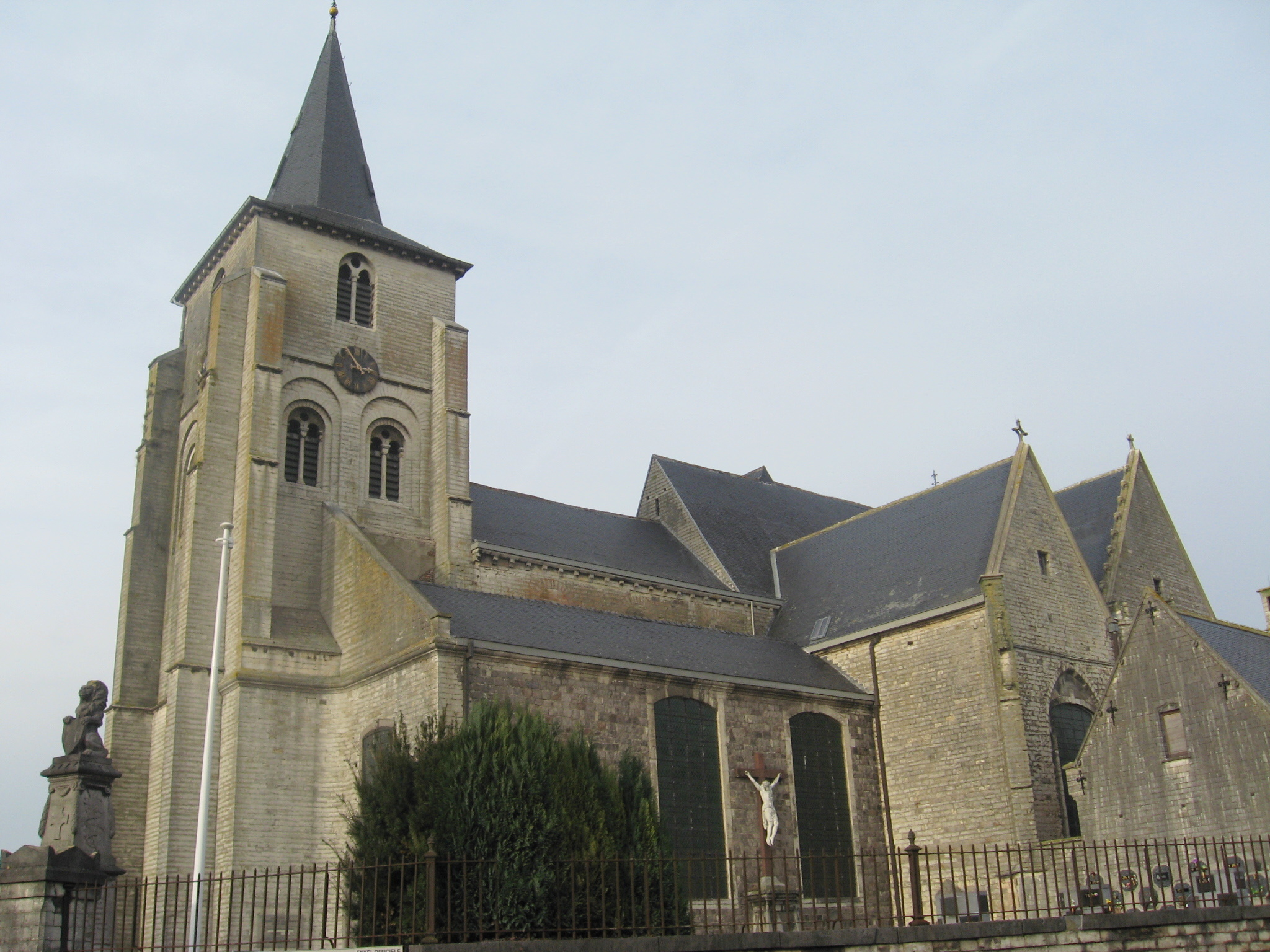
Goddelijke Zaligmakerkerk

## Geschiedenis
Op het Bostveld stond tot de eerste helft van de negentiende eeuw een menhir. Hoe hij verdwenen is blijft een raadsel, maar hij prijkt nog wel op een gravure in het museum van Tienen.
Taalkundig bevindt Hakendover zich op een boogscheut van de Nederlands-Franse taalgrens en dialectaal binnen de zogenaamde Uerdingerlijn (de isoglosse die de ich-mich-dialecten van de ik-mij-dialecten scheidt). De nabijheid van de Romeinse heerweg Bavay - Keulen onderstreept het belang dat deze plaats in de geschiedenis had. In de directe omgeving van het dorp treffen we drie Romeinse tumuli aan. De kerk, toegewijd aan de Goddelijke Zaligmaker, was in de late Middeleeuwen een bedevaartsoord.

## Bezienswaardigheden
- Het dorp telt een aantal vierkantshoeven (waaronder de Bosschellenhoeve op het grensgebied met Wommersom die toebehoorde aan de Orde van de Ridders van Malta) en een merkwaardige hoeve met zadeldak langs de Sint-Truidensesteenweg.
- De Sint-Salvatorkerk. De kerk met kerkhofmuur en de pastorij uit 1741 zijn als monument beschermd.
- De Sint-Salvatorkapel met de Sint-Salvatorbron.
- Het Kasteel van Hakendover
- Het Domein ten Langveld

## Natuur en landschap
Hakendover ligt in de Haspengouw op een hoogte van 35-70 meter.

## Demografische ontwikkeling
- Bronnen:NIS, Opm:1831 tot en met 1970=volkstellingen; 1976 = inwoneraantal op 31 december

## Bedevaartplaats

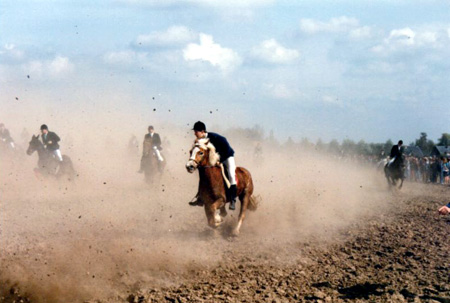
Paardenprocessie te Hakendover op paasmaandag

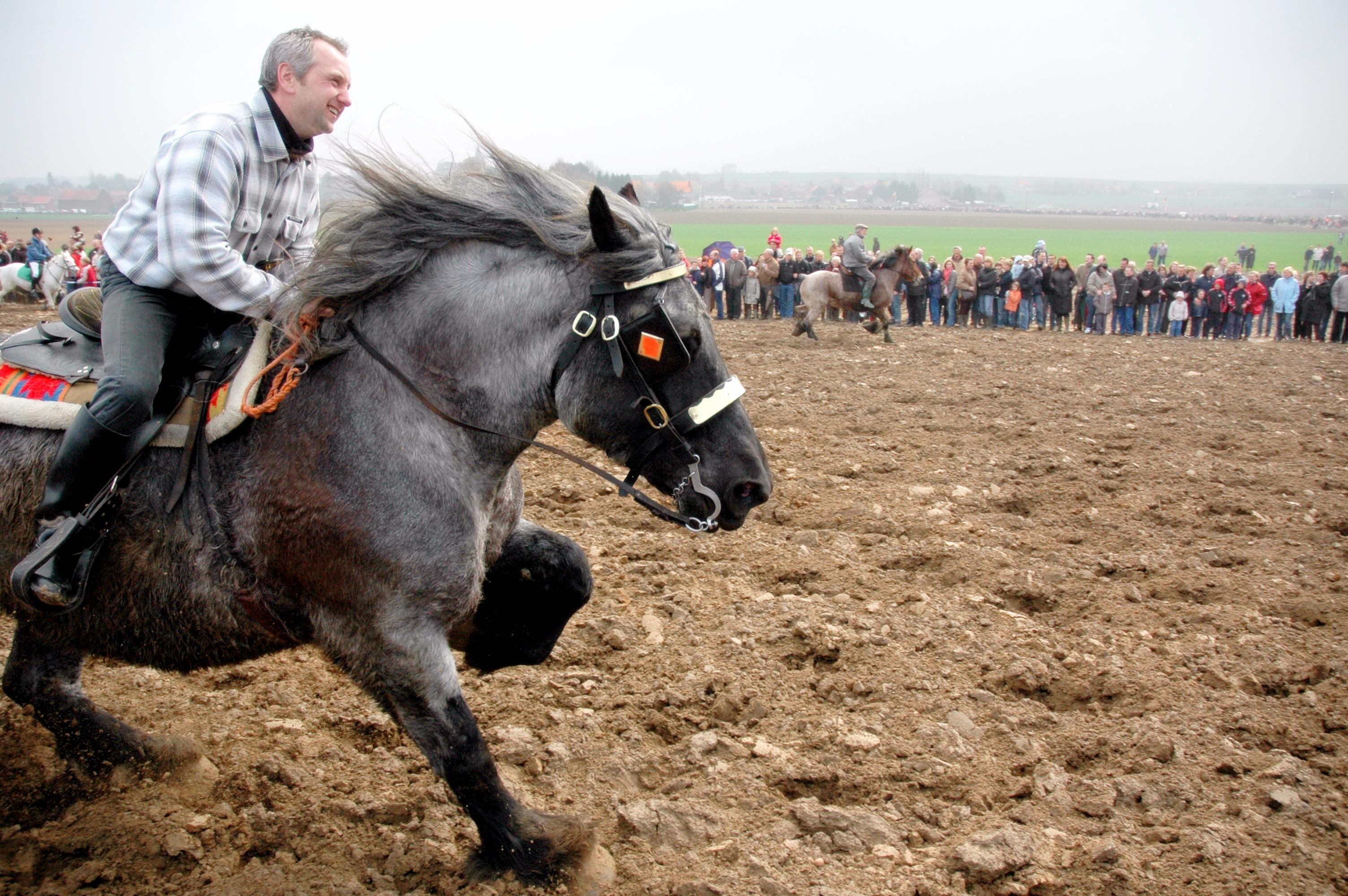
Paardenprocessie te Hakendover op paasmaandag

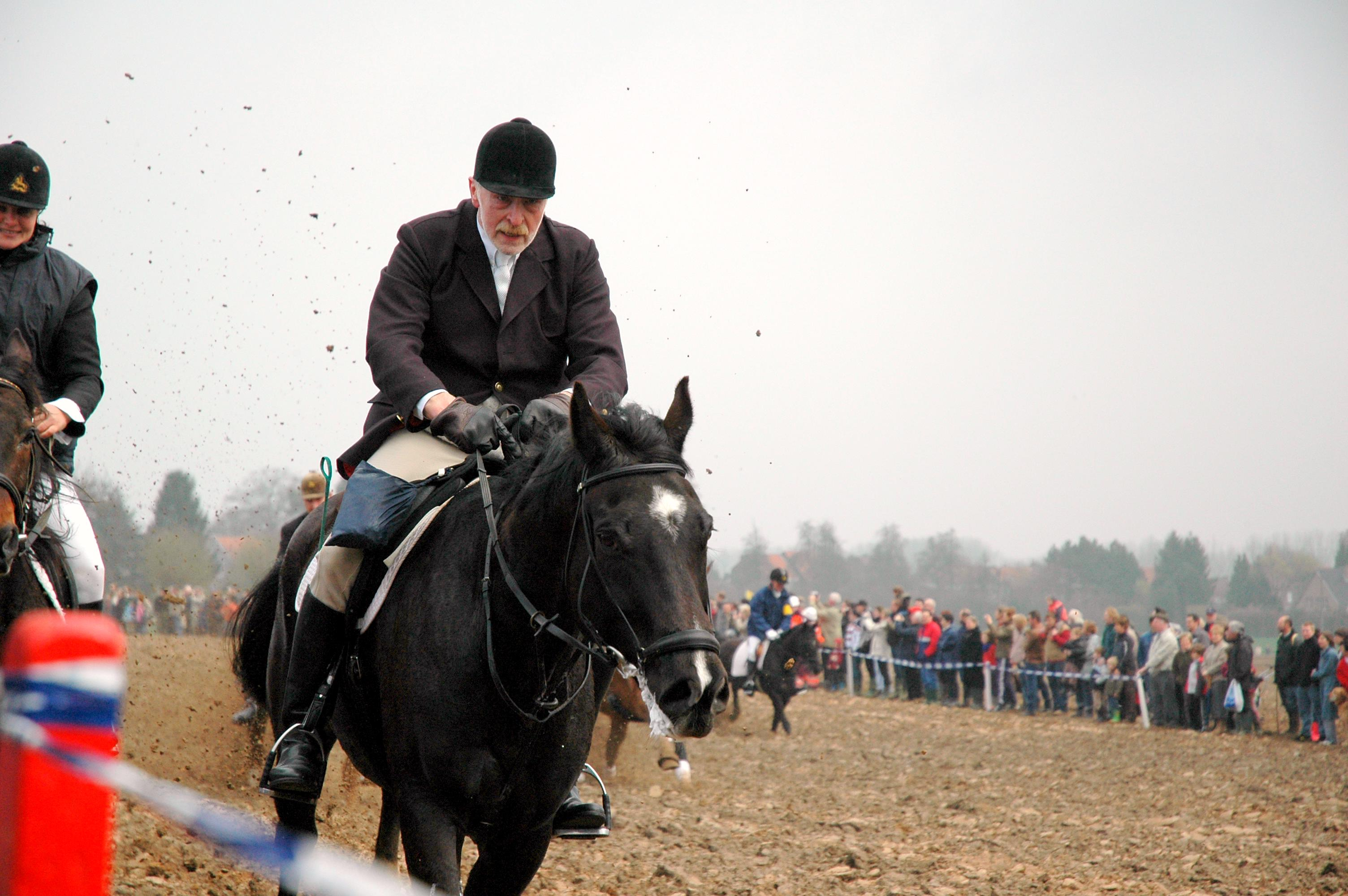
Paardenprocessie te Hakendover op paasmaandag

Heel wat bedevaartplaatsen stammen uit de periode van de Contrareformatie (vb. Scherpenheuvel) of uit de periode van de secularisatie en de heropleving van de volksdevotie in de 19e eeuw (vb. Lourdes). Hakendover is echter een typisch voorbeeld van een middeleeuwse bedevaartplaats.
De bouwlegende van de Kerk van de Goddelijke Zaligmaker (zie het artikel Dertienmaal) werd voor het eerst op schrift gesteld in 1432 door drie kerkmeesters. De kerk beschikte niet over de noodzakelijke relieken en de bouwlegende (de Goddelijke Zaligmaker was als dertiende werkman zelf aanwezig bij de bouw van zijn kerk) moest dat gebrek opvangen. De bouwlegende bezorgde de kerk het nodige cachet en vooral in de eerste helft van 15e eeuw steeg het belang van Hakendover als begankenisplaats. Getuigen hiervan zijn de uitbreiding van de kerk in deze periode en het 15e-eeuwse retabel dat de legende aanschouwelijk voorstelt.
Als we de kronieken mogen geloven, deden zich hier tal van mirakels voor.
Toch is de legende meer dan zo maar een middeleeuwse uitvinding. Ze bevat duidelijk voor-christelijke elementen. Vooral de cultus van de Drie Maagden of de Drie Gezusters is een motief dat in de streek veelvuldig opduikt. Misschien moet het worden gezien als een kerstening van de drie Keltische godinnen die de 'toegang' naar de andere wereld langs een bron bewaakten.
De bron, de boom en de gewijde aarde (in de meeste bedevaartplaatsen treffen we slechts een van deze motieven aan) zijn als gegeven duidelijk van Keltische of Germaanse oorsprong. Bedevaarders (thans vooral Nederlanders) nemen takjes van de spikdoorn, water van de Salvatorbron en gewijde aarde van het kerkhof mee als remedie tegen of ter voorkoming van allerlei onheil.
Ook de paardenprocessie op paasmaandag draagt iets in zich van een voor-christelijke vruchtbaarheidscultus. De processie begeeft zich over de akkers naar het topje van de Tiense Berg, zowat de 'poort' naar de vruchtbare Haspengouw. Daar stormen de paarden in drie rondjes rond het volk waarna ze de zegen krijgen.
De legende gaf ook het ontstaan aan een merkwaardiger bedevaart, nl. die van het Dertienmaal op 16 en 17 januari. Een volledig Dertienmaal omvat dertien rondjes tussen de kerk van de Goddelijke Zaligmaker en de Kapel van Onze-Lieve-Vrouw-ten-Steen te Grimde (waar volgens de overlevering de Drie Maagden zouden begraven liggen), in totaal ongeveer 42 km.
In dezelfde periode viert men eveneens het feest van de kerkwijding ("Hakendoverwijn").

## Nabijgelegen kernen
Tienen, Overhespen, Wange, Eliksem